# آمیت کومار
آمیت کومار داهیا (به هندی: अमित कुमार दहिया) (زادهٔ ۱۵ دسامبر ۱۹۹۳) کشتی‌گیر اهل هند در دستهٔ ۵۵ کیلوگرم کشتی آزاد است. او در سال ۲۰۱۳ نایب‌قهرمان مسابقات قهرمانی کشتی جهان و نیز قهرمان مسابقات قهرمانی کشتی آسیا شده است. 
او با کسب مقام اول مسابقات گزینشی المپیک ۲۰۱۲ در استانا در المپیک ۲۰۱۲ لندن شرکت کرد که در دور اول حسن رحیمی را شکست داد اما از ولادیمیر خینچگاشویلی گرجستانی باخت و با توجه به حضور این کشتی‌گیر در فینال، به دیدار شانس مجدد رفت. او در مرحله شانس مجدد نیز به رادوسلاف ولیکوف از بلغارستان باخت و از دور رقابت‌ها کنار رفت.
او در قهرمانی کشتی جهان ۲۰۱۳ بوداپست با شکست حریفانش مانند یاسوهیرو اینابه ژاپنی و سزار آلگول از ترکیه به فینال راه یافت. او در فینال نتیجه را به حسن رحیمی واگذار کرد و به مدال نقره این رقابت‌ها دست یافت.
کومار در فینال مسابقات قهرمانی کشتی آسیا ۲۰۱۳ توانست با پیروزی بر یانگ کیونگ-ایل از کره شمالی که قهرمان سال ۲۰۰۹ جهان بود به مدال طلا دست یابد. او همچنین در سال ۲۰۱۱ قهرمان جوانان آسیا شده است.